# Thriller (clip de Michael Jackson)
Pour les articles homonymes, voir Thriller.
Pour plus de détails, voir Fiche technique et Distribution.
Thriller est un clip vidéo de la chanson Thriller de Michael Jackson, extraite de l'album homonyme. Il a été réalisé par John Landis et écrit par Landis et Jackson. Il a été diffusé pour la première fois le 2 décembre 1983.
D'une durée inhabituelle de 13 minutes et 43 Secondes, le clip a été tourné en 35 mm au Palace Theatre du centre-ville de Los Angeles, à la jonction de Union Pacific Avenue et de South Calzona Street à East Los Angeles, et dans le quartier Angeleno Heights au 1345 Carroll Avenue. Il a contribué à faire de Thriller l'album le plus vendu de l'histoire. Il est reconnu pour avoir transformé le vidéoclip en une forme d'art visuel à part entière. Grâce à son succès, et celui des clips de Billie Jean et Beat it sortis quelques mois plus tôt, Michael Jackson devient le premier artiste afro-américain à être autant diffusé sur MTV, ce qui favorisera la plus grande diffusion des artistes noirs sur la chaîne par la suite.
La Bibliothèque du Congrès a décrit Thriller comme « le clip le plus célèbre de tous les temps », et celui-ci a été nommé plus grand clip de tous les temps par diverses publications et sondages de lecteurs. En 2009, il est devenu le premier vidéoclip intronisé au National Film Registry en raison de son « importante valeur culturelle, historique ou esthétique ». Son succès a également renforcé Michael Jackson dans son statut d'icône de la culture pop.
Michael Jackson a pris contact avec John Landis après avoir vu son film Le Loup-garou de Londres (1981). Le duo voulait concevoir un court métrage avec un budget beaucoup plus important que les clips de l'époque. La maison de disques de Jackson, Epic Records, ne s'est pas trop investie dans le projet, n'estimant pas nécessaire de dépenser encore de l'argent alors que l'album Thriller s'était déjà très bien vendu. Un making-of accompagnant le clip fut ainsi réalisé pour être diffusé à la télévision et distribué en VHS afin d'amortir le coût du projet. Making Michael Jackson's Thriller devint à sa sortie la vidéo musicale la plus vendue avec 9,5 millions d'exemplaires écoulés et participa à l'essor de la VHS.

## Histoire

### Synopsis
Au début du clip, il n'y a ni accompagnement instrumental ni paroles chantées : le fond sonore consiste essentiellement en des chants de grenouilles et d'insectes nocturnes. La luminosité est diffuse et les lumières brumeuses.
Il fait nuit. Dans les années 1950, un jeune homme joué par Michael Jackson, du même prénom, est au volant d'une voiture avec une jeune fille dans la forêt quand soudain celle-ci tombe en panne. Quelques instants plus tard, le couple se promène, en marchant nonchalamment, profitant de la douceur du soir. Tandis qu'ils s'avouent un amour réciproque, ils se serrent l'un l'autre dans les bras. Michael offre à sa compagne une bague qu'il enfile à son doigt.
Alors que le jeune homme avoue à son amie qu'il est « différent » et qu'il veut en dire davantage, commence une musique sourde et lointaine, de plus en plus angoissante (crescendo du grave vers l'aigu). On perçoit la lune obscurcie par des nuages. Tel un rideau de théâtre, les nuages s'effacent. Un voile se lève sur un secret.
Lorsque Michael se relève après s'être effondré sans raisons apparentes, il s'est transformé en un monstre, a les yeux jaunes et les dents pointues et jaunâtres. La jeune femme hurle, les yeux exorbités, immobilisée par la peur. Tandis qu'elle crie, la transformation physique de Michael se poursuit : les oreilles s'allongent, deviennent pointues et proéminentes ; les doigts s'allongent et se dotent de griffes acérées ; des moustaches animales sortent de la joue du jeune homme. Une chevelure hirsute et abondante est apparue également. Sortant de sa léthargie, la jeune fille se met à courir à travers le bois. Michael, transformé en lycanthrope, rugit comme un lion. Une course-poursuite entre lui et la jeune fille s'engage.
Hurlant à la lune, le lycanthrope cherche sa proie. Il la poursuit jusqu'à ce qu'il se retrouve au-devant d'elle, il la bouscule et, allongée sur le sol, la demoiselle terrorisée regarde la bête se rapprocher d'elle, griffes et dents dehors, savourant sa victoire.
Alors que la mise à mort de la jeune fille semble acquise, nous n'y assistons pas : on découvre une salle de cinéma remplie de spectateurs, en train de regarder un film d'horreur (retour aux années 1980). Les premières minutes du clip n'étaient donc qu'une mise en abyme, une sorte de film à l'intérieur du clip. La caméra étant tournée vers les spectateurs, nous ne voyons plus le film à l'écran, mais nous pouvons encore en entendre les bruitages, faits notamment de cris et de bruits de lacération, qui suggèrent que la scène est très violente. Cette idée est confirmée par les réactions outrées des spectateurs, qui sont pour la plupart terrifiés ou dégoûtés.
Seul Michael Jackson, présent dans la salle, semble amusé par le film qu'il regarde, et savoure du pop-corn, hilare, tandis que la jeune fille qui l'accompagne lui serre le bras, terrorisée. La demoiselle veut partir, mais puisqu'il lui rétorque qu'il savoure ce film, la jeune fille, vexée, se lève de son siège et sort du cinéma. Le jeune homme décide de la suivre.
La mélodie de la chanson commence dans la séquence suivante. Il s'agit de l'entrée du cinéma, sur lequel sont inscrits le nom de l'acteur principal du film et le titre du film, homonyme de celui de la chanson : « Vincent Price » et « Thriller ». Michael rejoint sa petite amie et entame une discussion avec elle. Ils marchent ensemble, sous un éclairage diffus et brumeux. Michael commence à chanter.

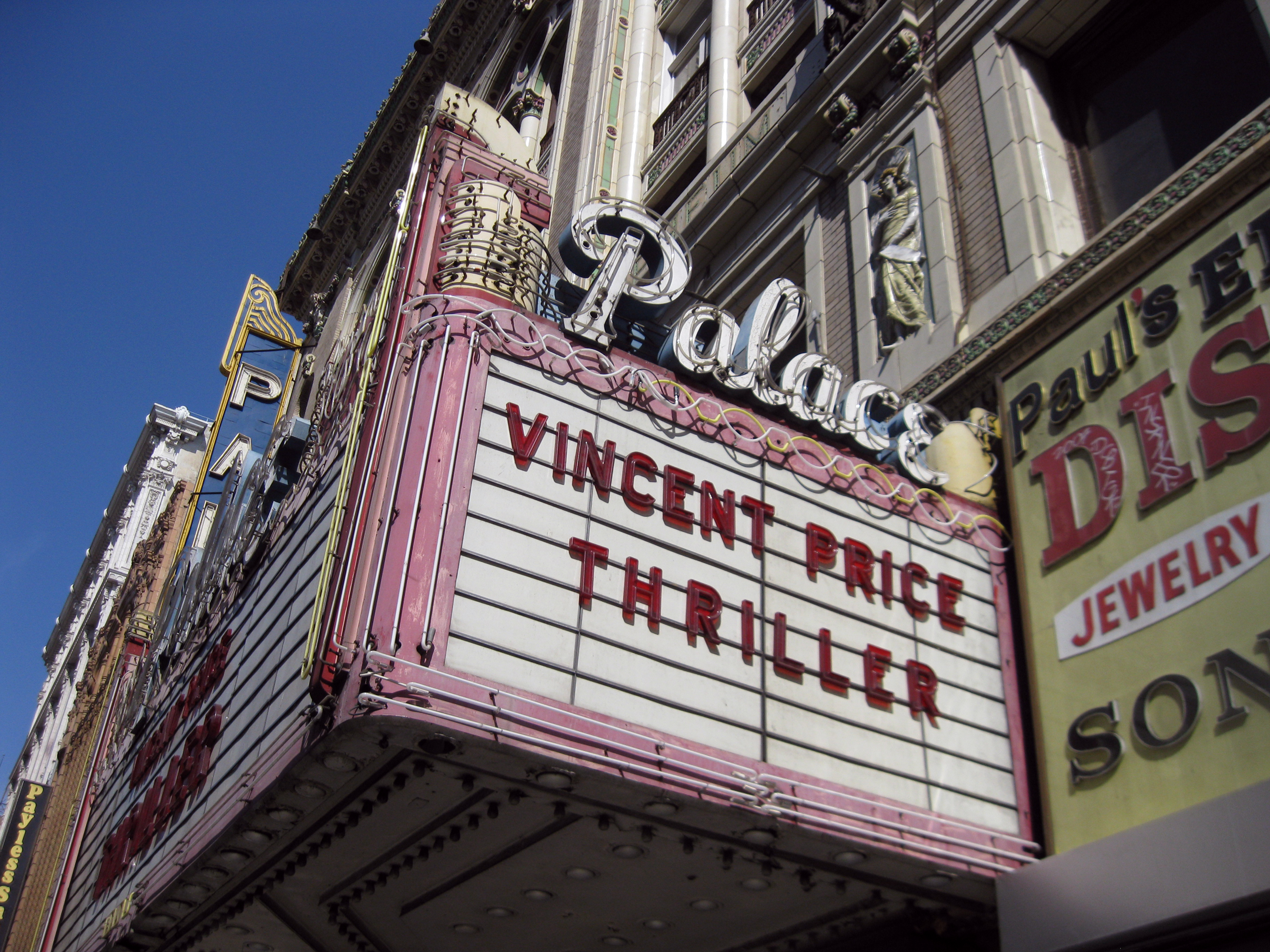
Le cinéma « Le Palace » dans le clip de Thriller.

Le couple marche jusqu'aux abords d'un cimetière sans s'en rendre compte. Des cadavres sortent de leurs tombes ou de leurs caveaux à l'insu du couple qui marche dans la rue en longeant le mur d'enceinte, sans les apercevoir. Une voix off, celle de Vincent Price, se fait entendre lors de la sortie des morts-vivants de leurs sépultures, puis seule la mélodie les accompagne dans leurs déambulations à travers le cimetière pour rejoindre les vivants.

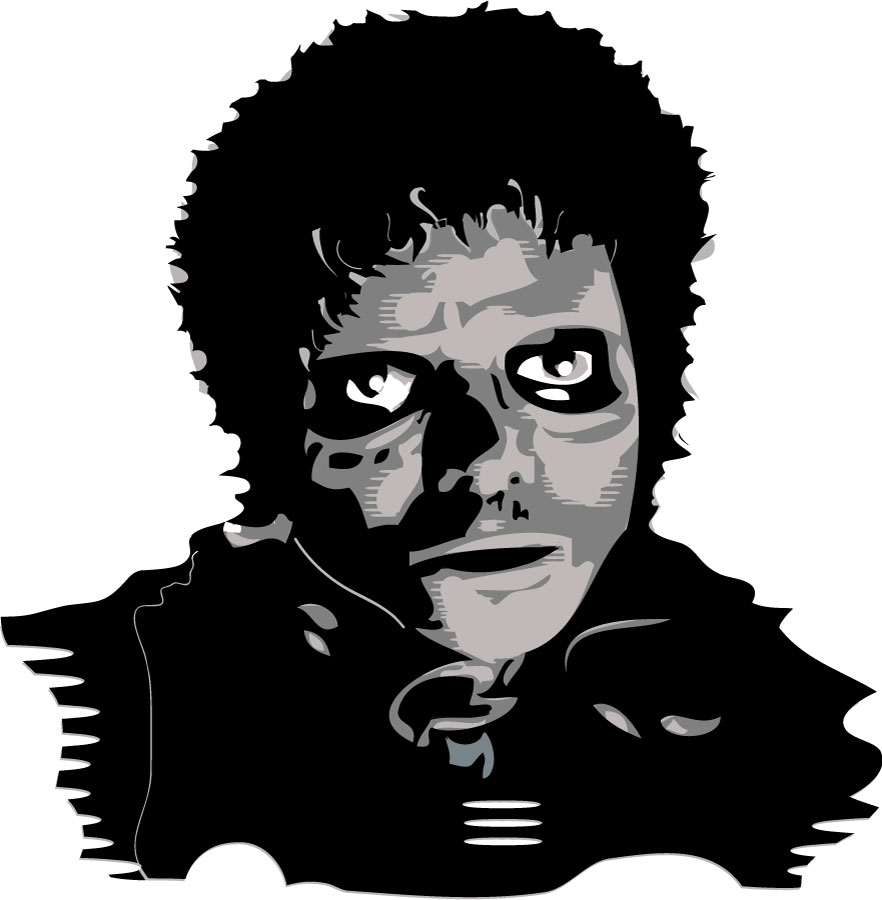
Michael Jackson grimé en zombie tel qu'il apparaît dans le clip de Thriller.

La musique s'arrête soudainement lorsque les zombies s'approchent des deux imprudents. Le couple est cerné. Sous le regard horrifié de la demoiselle, son compagnon se transforme en mort-vivant au contact des créatures. Michael se met alors à danser longuement sur la route déserte, sa chorégraphie en totale osmose avec celle des créatures du cimetière. La demoiselle assiste à cette chorégraphie sans songer à s'enfuir. Lorsqu'elle sort de sa transe, la jeune femme court jusqu'à une demeure qui a tout l'air d'être abandonnée. Ses poursuivants, Michael inclus, la suivent, la porte close de la demeure est attaquée à coups de poing par les êtres démoniaques.
À l'intérieur la demoiselle est prise au piège puisque les créatures brisent les fenêtres, le sol et les portes, pour se rendre dans la pièce grise, défraîchie et poussiéreuse dans laquelle elle s'était retranchée. Ne cessant de hurler, elle se cache les yeux et elle est terrorisée. Elle se recroqueville dans un canapé se trouvant dans la pièce. Les créatures et Michael s'approchent d'elle, menaçants, nombreux et implacables. Alors que le zombie fraîchement créé lui agrippe le bras, elle hurle de terreur, les yeux clos, puis dès lors qu'elle les rouvre, elle découvre avec stupeur que le jeune homme est sans traces de sa nouvelle condition : il est souriant, engageant, il lui parle avec humour.
La pièce dans laquelle ils se trouvent n'est plus du tout comme celle dans laquelle la demoiselle est arrivée : il y a des cadres aux murs, une plante verte, une lampe allumée, le canapé est recouvert d'une belle housse, il y a des rideaux aux fenêtres.
La jeune fille se relève et il la prend dans ses bras. Serait-ce la fin d’un simple cauchemar ? Hélas, contre toute attente, pour dernière image, Michael se tourne alors face à la caméra avec les yeux jaunes, tandis qu'un rire diabolique se fait entendre. Ainsi, serait-ce bel et bien un monstre ?

## Déroulement

### Financement:Making Michael Jackson's Thriller
L'albumThriller de Michael Jackson est sorti en 1982 et a passé des mois au sommet du Billboard 200. Au milieu de l'année 1983, les ventes ont commencé à décliner. Jackson, qui était « obsédé » par ses chiffres de vente, exhorte les dirigeants de sa maison de disques, Walter Yetnikoff (en) et Larry Stessel, à l'aider à concevoir un plan pour que l'album remonte dans les ventes. Le manager de Jackson, Frank DiLeo (en), a suggéré de faire un troisième clip, pour le titre Thriller. Il se souvient avoir dit à Jackson : « C'est simple, tout ce que tu as à faire c'est de danser, chanter et faire peur »,.
Début août, après avoir vu son film d'horreur Le Loup-garou de Londres, Jackson a pris contact avec le réalisateur John Landis. À l'époque, les directeurs commerciaux ne réalisaient pas de vidéoclips, mais Landis était intrigué. Lui et Jackson ont conçu un court métrage sur un film 35 mm avec le budget de production d'un long métrage, soit 900 000 $, soit un budget beaucoup plus grand (environ dix fois supérieur) que pour n'importe quel clip existant. Selon Landis, lorsqu'il a appelé Yetnikoff pour lui proposer le film, Yetnikoff a juré si fort qu'il a dû retirer le téléphone de son oreille. La maison de disques de Jackson, Epic, avait peu d'intérêt à faire une autre vidéo pour Thriller, croyant que l'album avait atteint son apogée. Yetnikoff a finalement convenu que la société ne contribuerait qu'à hauteur de 100 000$.
Pour aider à financer la production, le producteur de Landis, George Folsey Jr., a suggéré de faire un making-of qui, combiné au clip et divers bonus, produirait un film d'une heure qui pourrait être vendu à la télévision. Initialement, les réseaux de télévision ont refusé de financer le projet, partageant le point de vue selon lequel Thriller était « l'actualité de l'année dernière ». MTV, qui avait rencontré le succès avec les vidéos de Jackson pour Billie Jean et Beat It, avait pour politique de ne pas financer elle-même les vidéoclips, s'attendant plutôt à ce que les maisons de disques les paient. Cependant, après que Showtime, chaîne concurrente, a accepté de payer la moitié du budget, MTV a accepté de payer le reste, justifiant les dépenses comme le financement d'un film et non d'un clip.
MTV a payé 250 000 $ pour les droits exclusifs de diffusion du making-of réalisé par Jerry Kramer. Showtime a payé 300 000 $ pour les droits de câble payant. Vestron Music Video a proposé de distribuer massivement cette production sur VHS et Betamax. Il s'agissait d'un concept pionnier car la plupart des vidéos de l'époque étaient vendues uniquement aux magasins de location plutôt qu'en magasin traditionnel. Vestron a payé 500 000 $ supplémentaires pour commercialiser la cassette vidéo. Finalement, Making Michael Jackson's Thriller devint à sa sortie la vidéo musicale la plus vendue avec 9,5 millions d’exemplaires écoulés.

### Production

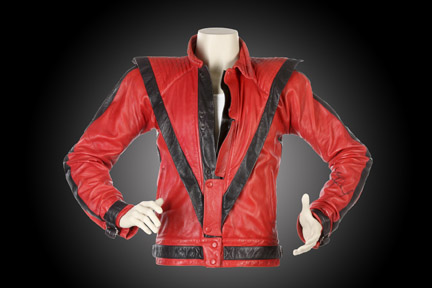
Veste rouge utilisée dans le clip.

Michael Jackson voulait faire une vidéo dans laquelle il se transformerait en bête à quatre pattes, de la même manière que dans la scène de transformation du Le Loup-garou de Londres. Cette idée a été remplacée par une transformation en bête à deux pattes, car cela lui faciliterait ses déplacements. John Landis a par ailleurs estimé que Jackson devait devenir « effrayant et terrifiant mais pas laid ». Il a donc suggéré qu'il devait devenir un loup-garou moitié félin dans un décor des années 1950, inspiré par le film de 1957, I Was a Teenage Werewolf. C'est d'ailleurs en référence à ce film que Jackson porte une veste typique de collège américain dans la première partie du clip.
Jackson a créé la danse zombie avec le chorégraphe Michael Peters, qui avait chorégraphié le vidéoclip de Beat It. Jackson a déclaré que sa première préoccupation était de créer une danse zombie qui ne se voulait pas comique. Lui et Peters ont imaginé comment les zombies se déplaceraient en faisant des grimaces dans le miroir, et en incorporant des mouvements jazzy.
L'épouse de Landis, Deborah Nadoolman, qui avait conçu des costumes pour des films dont Les Aventuriers de l'arche perdue (1981), a conçu les costumes, y compris la veste rouge de Jackson. Elle a notamment choisi le rouge pour contraster avec le décor de nuit et l'ambiance sombre du clip.
Thriller est le premier clip où Michael interagit avec une femme. Jennifer Beals a refusé de jouer le rôle de la petite amie. Selon John Landis, Ola Ray, une ancienne playmate, a été choisie car elle était « folle de Michael » et avait un grand sourire. Landis a encouragé Jackson et Ray à improviser pendant leurs scènes, et a exhorté Jackson à satisfaire ses fans féminins en agissant de manière « sexy » et en montrant sa virilité. Selon Ray, la chimie entre eux était réelle et ils ont partagé des « moments intimes » pendant le tournage.
Le maquillage de transformation de Jackson a été conçu par l'artiste Rick Baker, qui avait travaillé sur Le Loup-garou de Londres. Le directeur de la photographie était Robert Paynter, qui avait travaillé avec Landis sur Un fauteuil pour deux.
Thriller a été tourné au Palace Theatre du centre-ville de Los Angeles, la séquence de danse zombie à la jonction de Union Pacific Avenue et South Calzona Street à East Los Angeles, et la dernière scène de la maison dans le quartier Angeleno Heights au 1345 Carroll Avenue. Toutes les photographies principales ont été réalisées à la mi-octobre 1983.
Des personnalités du divertissement, dont Marlon Brando, Fred Astaire, Rock Hudson et Jacqueline Kennedy-Onassis, ont visité le plateau. Les parents de Jackson, Joseph et Katherine Jackson, s'y sont également rendu.

### Chorégraphie
- Michael Peters

### Distribution
- Michael Jackson : lui-même
- Ola Ray : la petite amie de Michael
- Vincent Price : voix off
- Miko Brando (fils de Marlon Brando) : un spectateur dans le cinéma

## Réalisation et conséquences

### Éléments d'horreur
Le clip de Thriller puise ses références dans le genre du film d'horreur.
La métamorphose en loup-garou s'inspire des films I Was a Teenage Werewolf (1957) et Le Loup-garou de Londres (1981).
La deuxième métamorphose fait de Michael Jackson un zombie, suivie d'une séquence de danse. Le maquillage de Jackson projette une pâleur fantomatique sur sa peau et souligne le contour de son crâne, une allusion au masque du Fantôme de l'opéra (1925).
À la fin, la séquence d'invasion de la maison par les zombies a été inspirée par La Nuit des morts-vivants (1968). Peter Dendle a écrit que la vidéo capture les sentiments de claustrophobie et d'impuissance des protagonistes, essentiels aux films d'horreur et de zombies.

### Sortie
Le 14 novembre 1983, Thriller est présenté à un public privé au Crest Theatre de Los Angeles. Des célébrités sont présentes, dont Diana Ross, Warren Beatty, Prince et Eddie Murphy. Le public a ovationné le film. Sur l'insistance de Murphy, le film a été rejoué.
La vidéo a fait ses débuts sur MTV le 2 décembre 1983. MTV a enregistré des chiffres d'audience dix fois supérieurs à la norme quand Thriller était diffusé. Showtime a diffusé la vidéo six fois en février. En quelques mois, la cassette a été vendu à un million d'exemplaires, ce qui en a fait la vidéo la plus vendue à ce moment-là. Pour rendre le clip éligible à un Oscar, qui nécessitait des projections théâtrales, Landis a organisé la projection de ce dernier avant les projections de Fantasia (1940) dans un cinéma de Los Angeles, mais Thriller n'a finalement pas été nommé.
Alors que la promotion de l'album se terminait et qu'Epic ne croyait pas à ce projet, la vidéo de Thriller a considérablement relancé et augmenté les ventes de l'album, contribuant à en faire l'album le plus vendu de tous les temps. Selon John Landis : « cela a été une surprise pour tout le monde sauf Michael ».

### Message d'avertissement
Michael Jackson, qui était à l'époque un témoin de Jéhovah de par sa mère Katherine, avait été informé par des dirigeants de l'église que son clip encourageait à l'occultisme et qu'il serait excommunié s'il sortait en l'état. En conséquence, un message d'avertissement a été placé au début du clip indiquant que celui-ci ne faisait en aucune manière la promotion de l'occultisme.

### Critiques
La vidéo de Thriller a scellé la position de MTV en tant que force culturelle majeure, a aidé à démonter les barrières raciales pour les artistes noirs, a révolutionné la production de vidéoclips, et a popularisé la location et la vente de VHS. Le réalisateur de vidéoclips Brian Grant a qualifié Thriller de tournant décisif dans le monde du vidéoclip qui est devenu une « véritable industrie ». L'ancienne dirigeante de MTV, Nina Blackwood, a déclaré : « Après Thriller, nous avons vu les vidéos devenir plus sophistiquées - avec plus de scénarios et une chorégraphie beaucoup plus complexe. Lorsque vous regardez les premières vidéos, elles étaient terriblement mauvaises ».
Vinny Marino d'ABC News a déclaré que la vidéo était la « meilleure vidéo de tous les temps ». Gil Kaufman de MTV a décrit la vidéo comme « emblématique » et a estimé que c'était l'un des « héritages les plus durables » de Jackson. Kaufman a également noté que Thriller était le « mini-film qui a révolutionné les clips » et « a cimenté le statut de Jackson comme l'une des stars de la pop les plus ambitieuses et innovantes de tous les temps ».

## Dans la culture populaire

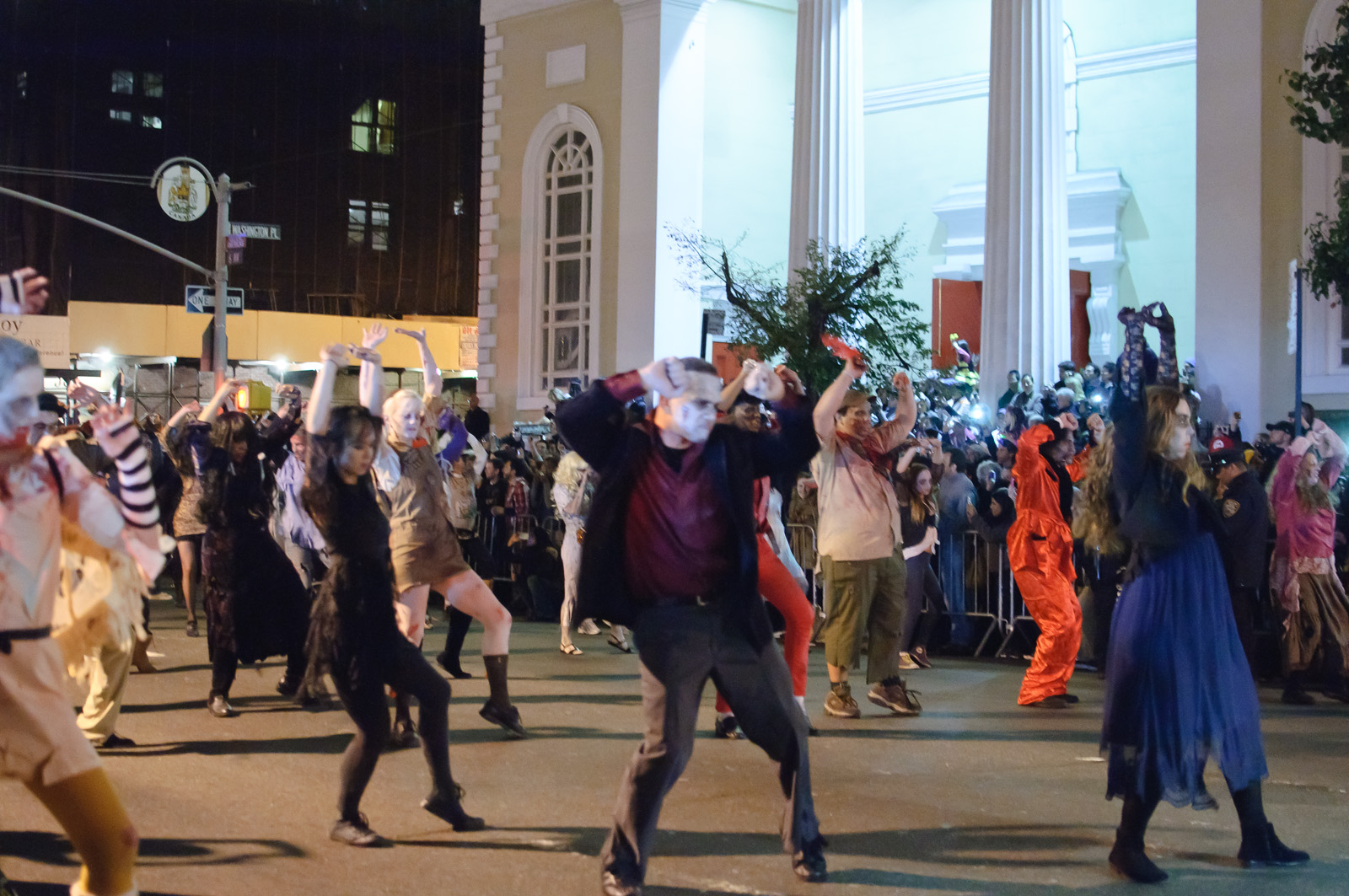
Des personnes fêtant Halloween à Los Angeles (Californie) en 2011 et reproduisant la chorégraphie des zombies du clip de Thriller.

### Réception
Le 21 septembre 2024, le clip de Thriller atteint la barre du milliard de vues sur YouTube, devenant le quatrième clip de Michael Jackson a atteindre ce cap.
Redéfinissant la façon de faire un vidéoclip, Thriller est encore en 2025 considéré comme le meilleur clip de tous les temps,,,,, que ce soit par les critiques ou par les chaînes de télévision musicales.

### Postérité
- En 2009, Jackson a vendu les droits du vidéoclip de Thriller à la Nederlander Organization pour mettre en scène une comédie musicale au Théâtre de Broadway[22].
- La veste en cuir rouge de Jackson est devenue un vêtement iconique. En 2011, elle s'est vendue aux enchères pour 1,8 million de dollars[23].
- Sur YouTube, une vidéo montre 12 937 danseurs (un record) exécutant la chorégraphie du clip à Mexico[1].
- Thriller est devenu étroitement associé à Halloween[24],[25]. En 2016, Barack et Michelle Obama ont dansé sur la chanson avec des écoliers lors d'un événement Halloween à la Maison-Blanche[26].
- Dans le film X-Men: Apocalypse (2016), dont la majeure partie de l'intrigue se déroule en 1983, le mutant Diablo porte une veste en cuir rouge similaire à celle de Michael Jackson[27].
- En 2017, le clip est projeté en version 3D à la 74e Mostra de Venise, accompagné du documentaire Making of Michael Jackson Thriller[28]. Il a également été projeté au Festival international du film de Toronto[29] et au Grauman's Chinese Theatre de Los Angeles[30] avant d'être remasterisé en IMAX 3D et diffusé de manière limitée avant le film La Prophétie de l'horloge en Amérique du Nord lors de sa première semaine de sortie en 2018[31].

## Litiges
Jackson a été poursuivi par Landis dans un différend sur les royalties en 2009. Landis prétendait que Jackson lui devait quatre ans de royalties,. Ola Ray s'est également plainte la même année pour le même problème, moins de deux mois avant la mort de Michael Jackson,.

## Distinctions
Lors des MTV Video Music Awards 1984, Thriller a remporté les prix du Choix des téléspectateurs (MTV Video Music Award - Viewer's Choice), de la Meilleure performance globale, et de la Meilleure chorégraphie pour Michael Peters. Il a aussi été nommé pour le prix du Meilleur concept vidéo, de la Meilleure vidéo masculine, et de la Vidéo de l'année.
Thriller a été classé 1er dans le classement des 100 plus grands vidéoclips de tous les temps par MTV en 1999. Première place également attribuée par VH1 et le magazine Time en 2001. Dans un sondage de plus d'un millier d'utilisateurs réalisé par Myspace en 2010, il a été élu le clip le plus influent.
En 2009, Thriller été le premier clip vidéo sélectionné pour le National Film Registry par la Bibliothèque du Congrès. La bibliothèque l'a décrit comme « le vidéoclip le plus célèbre de tous les temps ». Le coordinateur du National Film Preservation Board, Steve Legett, a déclaré que la vidéo avait été pressentie pour le National Film Registry depuis des années et que la mort de Michael Jackson cette année-là avait accéléré sa sélection.

### Grammy Awards
| Année | Catégorie            | Résultat  |
| ----- | -------------------- | --------- |
| 1984  | Meilleur album vidéo | Vainqueur |
| 1985  | Meilleure vidéo      | Vainqueur |

### MTV Video Music Awards
| Année | Catégorie                                                           | Résultat  |
| ----- | ------------------------------------------------------------------- | --------- |
| 1984  | Meilleure performance globale dans une vidéo                        | Vainqueur |
| 1984  | Meilleure chorégraphie (Michael Peters)                             | Vainqueur |
| 1984  | Choix des téléspectateurs (MTV Video Music Award - Viewer's Choice) | Vainqueur |
| 1984  | Meilleur concept vidéo                                              | Nommé     |
| 1984  | Meilleure vidéo masculine                                           | Nommé     |
| 1984  | Vidéo de l'année                                                    | Nommé     |
| 1999  | 100 plus grands vidéoclips de tous les temps                        | Vainqueur |